# Lour (Berg, Fatuleto)
Der Lour ist ein osttimoresischer Berg im Suco Fatuleto (Verwaltungsamt Zumalai, Gemeinde Cova Lima). Er befindet sich im Nordwesten der Aldeia Biata. An seinem Südhang liegt das Dorf Biata, westlich fließt der Loumea. Der Berg hat eine Höhe von 489 m.